# حكومة صلاح الدين البيطار الخامسة
تشكلت حكومة صلاح الدين البيطار الخامسة في 1 كانون الثاني 1966 بموجب المرسوم رقم 2 الصادر بتاريخ 1 كانون الثاني 1966 القاضي بتشكيل حكومة الجمهورية العربية السورية برئاسة السيد صلاح الدين البيطار واستمرت حتى 23 شباط 1966.
هذه الحكومة هي الوزارة رقم 73 منذ استقلال سورية عن الدولة العثمانية عام 1918 والحكومة رقم 13 منذ الانفصال عن مصر.

## التشكيل الوزاري
- السيد صلاح الدين البيطار، رئيساً لمجلس الوزراء ووزيراً للخارجية
- السيد اللواء محمد عمران، وزيراً للدفاع
- السيد الدكتور عبد الله عبد الدايم، وزيراً للتربية
- السيد محمد فهمي العاشوري، وزيراً للداخلية
- السيد الدكتور كمال حصني، وزيراً للاقتصاد
- السيد الدكتور صلاح وزان، وزيراً للزراعة
- السيد اللواء ممدوح جابر، وزيراً لشؤون الرئاسة
- السيد الدكتور هشام العاص، وزيراً للصناعة
- السيد المهندس سميح الفاخوري، وزيراً للأشغال العامة
- السيد المهندس محمود تجار، وزيراً للشؤون البلدية والقروية
- السيد موفق الشربجي، وزيراً للمالية
- السيد يوسف خباز، وزير دولة لشؤون الحكم والسياحة
- السيد الدكتور حنين سياج، وزيراً للصحة والإسعاف العام
- السيد شاكر مصطفى، وزيراً للإعلام
- السيد الدكتور محمد الفاضل، وزيراً للعدل
- السيد الدكتور أحمد بدر الدين، وزيراً للمواصلات
- السيد جميل ثابت، وزيراً للشؤون الاجتماعية والعمل
- السيد جميل حداد، وزيراً للإصلاح الزراعي
- السيد الدكتور عبد الوهاب خياطة، وزيراً للتخطيط
- السيد بشير قطب، وزير دولة للشؤون الخارجية
- السيد كمال شحادة، وزيراً للتموين
- السيد المهندس نزال ديري، وزير دولة لشؤون الجزيرة والفرات
- السيد الدكتور أسعد درقاوي، وزيراً للثقافة والإرشاد القومي
- السيد محمود عرب سعيد، وزير دولة ووزيراً للأوقاف
- السيد الدكتور عدنان شومان، نائباً لوزير الشؤون الاجتماعية والعمل
- السيد رئيس الفرحان الفياض، نائباً لوزير الدولة لشؤون الجزيرة والفرات

## روابط خارجية
- مجلس الوزراء السوري
- الحكومات السورية على موقع رئاسة مجلس الوزراء
- الحكومات السورية على موقع مجلس الشعب السوري
- وزارات الدولة على بوابة الحكومة الإلكترونية السورية
- الوزارات والهيئات الحكومية على موقع مجلس الشعب السوري